# Behindertenrecht
Das Behindertenrecht ist ein juristisches Querschnittsgebiet, das die Rechtsstellung von Menschen mit Behinderung betrifft. Es erstreckt sich insbesondere auf Regelungen im Sozial-, Arbeits- und Steuerrecht sowie auf gesetzliche Verpflichtungen zur Gleichstellung und Barrierefreiheit.

## Internationales Recht
- UN-Behindertenrechtskonvention
- Gleichbehandlungsrahmenrichtlinie der EU

## Nationales Recht

### Deutschland
- Benachteiligungsverbot (Art. 3 Abs. 3 Satz 2 GG)
- Behindertengleichstellungsgesetz (BGG)
- Neuntes Buch Sozialgesetzbuch (SGB IX) – Rehabilitation und Teilhabe von Menschen mit Behinderungen: 
  - Teil 1: Regelungen für Menschen mit Behinderungen und von Behinderung bedrohte Menschen;
  - Teil 2: Besondere Leistungen zur selbstbestimmten Lebensführung für Menschen mit Behinderungen (Eingliederungshilferecht);
  - Teil 3: Besondere Regelungen zur Teilhabe schwerbehinderter Menschen (Schwerbehindertenrecht).

### Österreich
- Bundesbehindertengesetz (BBG)

### Schweiz
- Behindertengleichstellungsgesetz (BehiG)